# Ira Waddell Clokey
Ira Waddell Clokey ( 1878 - 1950 ) fue un botánico estadounidense. Asistió a la Universidad de Illinois y a la de Harvard, graduándose allí en 1903 con un B.Sc. en ingeniería de minas. Más tarde recibió su M.Sc. en patología vegetal en la Universidad Estatal de Iowa en 1921.

## Algunas publicaciones
- 1951†. Flora of the Charleston Mountains, Clark County, Nevada[1]

## Honores

### Eponimia
Especies
- Castilleja clokeyi Pennell, 1938 sin. [[Castilleja applegatei subsp. martinii]] (Abrams) T.I.Chuang & Heckard, 1992
- Cirsium clokeyi S.F.Blake, 1938
- Erigeron clokeyi Cronquist, 1947
- Gilia clokeyi H.Mason, 1942
- Lupinus clokeyanus C.P.Sm., 1944 sin. Lupinus argenteus ''var.'' palmeri (S.Watson) Barneby, 1986
- Mertensia clokeyi Osterh., 1919